# Jannik Nowak
Jannik Nowak (* 1985 in Hamburg) ist ein deutscher Schauspieler und Musiker.

## Leben
Jannik Nowak, aufgewachsen in Hamburg, nahm 2005/06 am Berufsorientierungsprojekt „Theater-Total“ in Bochum teil. Von 2006 bis 2010 absolvierte er sein Schauspielstudium an der Hochschule für Musik und Theater „Felix Mendelssohn Bartholdy“ (HMT Leipzig) in Leipzig. Sein Schauspieldiplom machte er mit Auszeichnung.
Während seines Studiums an der HMT Leipzig war er von 2008 bis 2010 mehrere Jahre Mitglied im Studio des Theater Chemnitz. Dort spielte er verschiedene kleinere, aber auch schon größere Rollen, u. a. Peter in Die Zoogeschichte, Alexander Schmorell in einem Bühnenstück über die Weiße Rose und den Lebensretter Joachim in Glaube Liebe Hoffnung. Sein erstes festes Theaterengagement hatte er ab der Spielzeit 2010/11 am Schauspiel Essen. Dort spielte er u. a. die Titelrolle in Kleists Schauspiel Prinz Friedrich von Homburg oder die Schlacht bei Fehrbellin. Außerdem übernahm er den Prinzen in dem Märchenstück Die kleine Meerjungfrau, wo er unter der Regie von Martina Eitner-Acheampong spielte.
2015 trat er erstmals bei den Gandersheimer Domfestspielen auf, als Petrus in dem Musical Jesus Christ Superstar. 2015 und 2016 übernahm er dort die Rolle des Erich Collin in dem musikalischen Schauspiel Die Comedian Harmonists.
Ab Oktober 2015 trat er in der Spielzeit 2015/16 am Staatstheater Darmstadt als Karl Moor in Schillers Frühwerk Die Räuber auf.
Im Januar und Juni/Juli 2016 spielte er im Lichthof Theater in Hamburg als Kurt von Memel eine der Hauptrollen in einer Bühnenfassung von B. Travens Roman Das Totenschiff. Die Inszenierung von Das Totenschiff wurde 2016 mit dem Rolf-Mares-Preis der Hamburger Theater in der Kategorie „Beste Inszenierung“ ausgezeichnet.
In der Spielzeit 2016/17 übernahm er ab September 2016 am Altonaer Theater die Titelrolle als Känguru in dem satirischen Theaterstück Die Känguru-Chroniken von Marc-Uwe Kling. In der Spielzeit 2016/17 gastierte er als Harry Frommermann in Die Comedian Harmonists am Anhaltischen Theater Dessau.
Nachdem er mehrere Theaterrollen gespielt hatte, erhielt er 2014 seine erste Fernsehrolle in der ARD-Telenovela Rote Rosen, in welcher er von Oktober 2014 bis Juli 2015 als Fabian Voss, als Sohn des Serienprotagonisten der 11. Staffel Sebastian Voss (Klaus Zmorek), zu sehen war. 2020 spielte er in der NDR-Serie Da is' ja nix die Rolle des Hannes Köhler.
Jannik Nowak ist Gründer und Frontsänger der Band Albers Ahoi!, die sich mit der Musik rund um Hans Albers befasst und seit 2016 deutschlandweit Konzerte und Varieté-Shows spielt.

## Filmografie
- 2014–2015: Rote Rosen (Fernsehserie; Serienrolle)
- 2020: Da is’ ja nix (Fernsehserie; Nebenrolle)